# グライディング・バード
| 専門評論家によるレビュー | 専門評論家によるレビュー |
| レビュー・スコア         | レビュー・スコア         |
| 出典                     | 評価                     |
| ------------------------ | ------------------------ |
| オールミュージック       | [ 1 ]                    |

『グライディング・バード』 （原題：Gliding Bird）は、アメリカ合衆国のカントリー・ミュージック・シンガー・ソングライター、エミルー・ハリスの1969年にリリースされたデビュー作となるスタジオ・アルバムであり、ジュビリーレコードからリリースされた（JGS-8031）。このレコードのジャケットにはハリスの名前が"Emmy Lou"と2つの語に分かれて表記されている。
ハリスは、後にメンターとなるグラム・パーソンズと出会い、さらに有名なカントリー・シンガーになる前にフォークミュージックを歌い始めた。しかし、『グライディング・バード』でもハリスのその後の作品に見られる様々なジャンルから取り込むスタイルを示している。このアルバムには、ジョーン・バエズやジョニ・ミッチェルの影響を受けたハリスのオリジナルのフォーク的な5曲と、ボブ・ディランおよびフレッド・ニールのカントリーロック、ハンク・ウィリアムズのクラシック・カントリー、ディオンヌ・ワーウィック / バカラック / デヴィッドのヒット作のフォークポップアレンジが含まれている。1985年の『サリー・ローズのバラッド』まで、これ以外のハリスのアルバムには彼女自身の作曲は2曲以上含まれていなかった。 
ジュビリー・レコードは、このアルバムのリリース後まもなく会社をたたんでしまったため、配布やプロモーションは停止された。配信やプロモーションは停止されました。そのジュビリーの商品一式はルーレット・レコードによって購入された。アルバムからリリースされたシングルはどちらもビルボード・ミュージック・チャートには上らなかった。タイトル曲"Gliding Bird"は、当時の夫トム・スローカムによって書かれたものである。 アルバムは後にES-12052としてEmusレーベルでリリースされ、別のカバーが付いた。 
技術的にはハリスのファーストアルバムではあるが、その後ハリスはこのレコードをなかったこととし、1975年の『緑の天使』を最初の「公式」アルバムと見なしていた。しかし、2007年、ライノ・レコードによるレア素材のボックスセット『ソングバード』には『グライディング・バード』のセッションにおける"Clocks"の短い別テイクが収められ、最終的に日の目を見ることとなった。また、2020年時点では本人の公式サイトにも『グライディング・バード』が記載されている。

## トラックリスト
| #   | タイトル                                                     | 作詞 | 作曲・編曲 | 時間 |
| --- | ------------------------------------------------------------ | ---- | ---------- | ---- |
| 1.  | 「I'll Be Your Baby Tonight」(Bob Dylan)                     |      |            | 2:45 |
| 2.  | 「Fugue for the Ox」(Emmylou Harris)                         |      |            | 2:23 |
| 3.  | 「I Saw the Light」(Hank Williams)                           |      |            | 2:40 |
| 4.  | 「Clocks」(Emmylou Harris)                                   |      |            | 3:00 |
| 5.  | 「Black Gypsy」(Emmylou Harris)                              |      |            | 5:50 |
| 6.  | 「Gliding Bird」(Tom Slocum)                                 |      |            | 2:50 |
| 7.  | 「Everybody's Talkin'」(Fred Neil)                           |      |            | 2:03 |
| 8.  | 「Bobbie's Gone」(Emmylou Harris)                            |      |            | 4:05 |
| 9.  | 「I'll Never Fall in Love Again」(Burt Bacharach, Hal David) |      |            | 2:22 |
| 10. | 「Waltz of the Magic Man」(Emmylou Harris)                   |      |            | 4:15 |

## パーソネル
- レイ・エリス – プロデューサー、アレンジ
- ミッキー・アイヒナー – エグゼクティブプロデューサー
- Souren Mozian – レコーディングエンジニア
- Graffiteria – カバーデザイン、写真